# Deutsche Skilanglauf-Meisterschaften 2008
Die Deutschen Skilanglauf-Meisterschaften 2008 fanden vom 22. und 23. Dezember 2007 und vom 27. März bis 30. März 2008 in Oberwiesenthal statt.

## Ergebnisse Herren

### Sprint Freistil
| Platz | Name             | Verein                        |
| ----- | ---------------- | ----------------------------- |
| 1     | Aleš Razým       | Tschechien                    |
| 2     | Martin Koukal    | Tschechien                    |
| 3     | Daniel Heun      | SKG Gersfeld                  |
| 4     | Oliver Wünsch    | SV Großwaltersdorf            |
| 5     | Martin Jakš      | Tschechien                    |
| 6     | Lars Hänel       | WSC Erzgebirge Oberwiesenthal |
| 7     | Jens Filbrich    | SV Frankenhain                |
| 8     | René Sommerfeldt | WSC Erzgebirge Oberwiesenthal |

Datum: 22. Dezember in Oberwiesenthal 

### 20 km Verfolgung
| Platz | Name             | Verein                        | Zeit         |
| ----- | ---------------- | ----------------------------- | ------------ |
| 1     | René Sommerfeldt | WSC Erzgebirge Oberwiesenthal | 56:42,1 min  |
| 2     | Jens Filbrich    | SV Frankenhain                | 57:29,8 min  |
| 3     | Tom Reichelt     | WSC Erzgebirge Oberwiesenthal | 57:38,2 min  |
| 4     | Kay Bochert      | WSV Schmiedefeld              | 57:57,4 min  |
| 5     | Andy Kühne       | WSC Erzgebirge Oberwiesenthal | 58:51,0 min  |
| 6     | Benjamin Seifert | TSG Bau Hammerbrücke          | 59:04,3 min  |
| 7     | Axel Schatz      | SV Rotterode                  | 59:09,0 min  |
| 8     | Tobias Angerer   | SC Vachendorf                 | 59:19,0 min  |
| 9     | Daniel Heun      | SKG Gersfeld                  | 59:22,0 min  |
| 10    | Marcus Enders    | SC Garmisch-Partenkirchen     | 59:40,1 min. |

Datum: 29. März in Oberwiesenthal

### 10 km klassisch
| Platz | Name             | Verein                        | Zeit        |
| ----- | ---------------- | ----------------------------- | ----------- |
| 1     | René Sommerfeldt | WSC Erzgebirge Oberwiesenthal | 27:12,4 min |
| 2     | Jens Filbrich    | SV Frankenhain                | 28:00,2 min |
| 3     | Benjamin Seifert | TSG Bau Hammerbrücke          | 28:11,3 min |
| 4     | Tom Reichelt     | WSC Erzgebirge Oberwiesenthal | 28:35,0 min |
| 5     | Axel Schatz      | SV Rotterode                  | 28:45,7 min |
| 6     | Andy Kühne       | WSC Erzgebirge Oberwiesenthal | 28:47,9 min |
| 7     | Tobias Angerer   | SC Vachendorf                 | 28:51,5 min |
| 8     | Oliver Wünsch    | SV Großwaltersdorf            | 29:12,6 min |
| 9     | Manuel Schnurrer | SC Neubau                     | 29:26,3 min |
| 10    | Daniel Heun      | SKG Gersfeld                  | 29:28,9 min |

Datum: 27. März in Oberwiesenthal

### Teamsprint klassisch
| Platz | Name                         | Verein                                              | Zeit        |
| ----- | ---------------------------- | --------------------------------------------------- | ----------- |
| 1     | Lukáš Bauer Martin Jakš      | Tschechien                                          | 12:45,4 min |
| 2     | Jens Filbrich Axel Teichmann | SV Frankenhain WSV Bad Lobenstein                   | 12:45,6 min |
| 3     | Milan Šperl Martin Koukal    | Tschechien                                          | 12:50,4 min |
| 4     | Dušan Kožíšek Aleš Razým     | Tschechien                                          | 12:55,0 min |
| 5     | Tom Brunner Stefan Seifert   | SKG Gersfeld                                        | 12:59,9 min |
| 6     | Andy Kühne Benjamin Seifert  | WSC Erzgebirge Oberwiesenthal TSG Bau Hammerbruecke | 13:18,7 min |

Datum: 23. Dezember in Oberwiesenthal

### 3 × 5 km Staffel
| Platz | Staffel/Name                                         | Verein                                             | Zeit        |
| ----- | ---------------------------------------------------- | -------------------------------------------------- | ----------- |
| 1     | SVS I Benjamin Seifert Tom Reichelt René Sommerfeldt | TSG Bau Hammerbrücke WSC Erzgebirge Oberwiesenthal | 37:23,2 min |
| 2     | TSV I Axel Schatz Kay Bochert Jens Filbrich          | SV Rotterode WSV Schmiedefeld SV Frankenhain       | 37:48,8 min |
| 3     | BSV I Josef Wenzl Marcus Enders Tobias Angerer       | SC Zwiesel SC Garmisch-Partenkirchen SV Vachendorf | 37:50,6 min |
| 4     | SVS II Oliver Wünsch Erik Hänel Andy Kühne           | SV Großwaltersdorf WSC Erzgebirge Oberwiesenthal   | 38:15,2 min |
| 5     | WSV / HSV Stefan Seiffert Daniel Heun Tom Brunner    | SKG Gersfeld SC Girkhausen                         | 39:27,5 min |
| 6     | BSV II Florian Rohde Manuel Schnurrer Markus Meister | SC/TV Gefrees SC Neubau SCMK Hirschau              | 39:37,3 min |

Datum: 30. März in Oberwiesenthal 

## Ergebnisse Frauen

### Sprint Freistil
| Platz | Name                | Verein                        |
| ----- | ------------------- | ----------------------------- |
| 1     | Claudia Nystad      | WSC Erzgebirge Oberwiesenthal |
| 2     | Nicole Fessel       | SC Oberstdorf                 |
| 3     | Manuela Henkel      | WSV Oberhof                   |
| 4     | Marion Ruf          | SC Vöhrenbach                 |
| 5     | Franziska Schneider | WSV Schmiedefeld              |
| 6     | Carolin Haibel      | SC Kempten                    |
| 7     | Esther Bottomley    | Australien                    |
| 8     | Laura Rombach       | SZ Brend                      |

Datum: 22. Dezember in Oberwiesenthal

### 10 km Verfolgung
| Platz | Name                | Verein              | Zeit        |
| ----- | ------------------- | ------------------- | ----------- |
| 1     | Katrin Zeller       | SC Oberstdorf       | 29:14,9 min |
| 2     | Stefanie Böhler     | SV Baiersbronn      | 29:44,3 min |
| 3     | Nicole Fessel       | SC Oberstdorf       | 30:38,2 min |
| 4     | Marion Ruf          | SC Vöhrenbach       | 32:20,0 min |
| 5     | Raphaela Sieber     | SC Vöhrenbach       | 32:35,9 min |
| 6     | Franziska Schneider | WSV Schmiedefeld    | 32:47,3 min |
| 7     | Evi Habersetzer     | SC Eibsee - Grainau | 32:54,3 min |
| 8     | Laura Rombach       | SZ Brend            | 33:43,6 min |
| 9     | Carolin Haibel      | SC Kempten          | 34:14,5 min |

Datum: 29. März in Oberwiesenthal

### 5 km klassisch
| Platz | Name                | Verein              | Zeit        |
| ----- | ------------------- | ------------------- | ----------- |
| 1     | Katrin Zeller       | SC Oberstdorf       | 15:35,2 min |
| 2     | Stefanie Böhler     | SV Baiersbronn      | 15:49,2 min |
| 3     | Nicole Fessel       | SC Oberstdorf       | 16:18,4 min |
| 4     | Franziska Schneider | WSV Schmiedefeld    | 16:37,9 min |
| 5     | Raphaela Sieber     | SC Vöhrenbach       | 16:41,4 min |
| 6     | Marion Ruf          | SC Vöhrenbach       | 16:50,9 min |
| 7     | Carolin Haibel      | SC Kempten          | 17:12,0 min |
| 8     | Evi Habersetzer     | SC Eibsee - Grainau | 17:16,5 min |
| 9     | Julia Frick         | SC Hinterzarten     | 18:47,4 min |

Datum: 27. März in Oberwiesenthal

### Teamsprint Freistil
| Platz | Name                                | Verein                        | Zeit         |
| ----- | ----------------------------------- | ----------------------------- | ------------ |
| 1     | Franziska Schneider Karolin Wilhelm | WSV Schmiedefeld SV Rotterode | 15:49,8 min  |
| 2     | Carolin Haibel Nicole Fessel        | SC Kempten SC Oberstdorf      | 15:58,2 min  |
| 3     | Marion Ruf Theresia Schnurr         | SC Voehrenbach SV Baiersbronn | 16:16,7 min. |

Datum: 23. Dezember in Oberwiesenthal

### 3 × 5 km Staffel
| Platz | Staffel/Name                                         | Verein                                                   | Zeit        |
| ----- | ---------------------------------------------------- | -------------------------------------------------------- | ----------- |
| 1     | BSV I Lucia Anger Nicole Fessel Katrin Zeller        | SC Oberstdorf                                            | 42:43,8 min |
| 2     | SBW I Marion Ruf Stefanie Böhler Raphaela Sieber     | SC Vöhrenbach SC Ibach SC Vöhrenbach                     | 43:40,5 min |
| 3     | SVS I Sandra Thoma Jessica Krause Monique Siegel     | WSC Erzgebirge Oberwiesenthal                            | 44:41,6 min |
| 4     | BSV II Evi Habersetzer Carolin Haibel Sophie Lechner | SC Eibsee-Grainau SC Kempten SV Schliersee               | 45:28,7 min |
| 5     | SBW I Sandra Ringwald Jessica Müller Sarah Waidelich | ST Schonach-Rohrhardsberg SV Baiersbronn SV Enzklösterle | 46:10,7 min |
| 6     | TSV Karolin Wilhelm Julia Gensler Marie Salzmann     | SV Rotterode SC Steinbach-Hallenberg Rhöner WSV          | 47:43,9 min |

Datum: 30. März in Oberwiesenthal